# Koncy (obwód smoleński)
Koncy (ros. Концы) – wieś (ros. деревня, trb. dieriewnia) w zachodniej Rosji, w osiedlu wiejskim Czistikowskoje rejonu rudniańskiego w obwodzie smoleńskim.

## Geografia
Miejscowość położona jest w dorzeczu Olszanki, 21 km od granicy z Białorusią, 2,5 km od najbliższego przystanku kolejowego (Płoskaja), 3,5 km od drogi federalnej R120 (Orzeł – Briańsk – Smoleńsk – granica z Białorusią), 17 km od drogi magistralnej M1 «Białoruś», przy drodze regionalnej 66K-31 (R120 / Płoskoje – Priwolje – Ordowka – Komissarowo / M1), 9 km od centrum administracyjnego osiedla wiejskiego (Czistik), 12,5 km od centrum administracyjnego rejonu (Rudnia), 53,5 km od Smoleńska.
W granicach miejscowości znajdują się ulice: Centralnaja, Cwietocznaja, Dacznaja, Jamskaja, Ługowaja, Mira, Moskowskaja, Sadowaja.

## Demografia
W 2010 r. miejscowość zamieszkiwało 68 osób.

## Historia
W czasie II wojny światowej od lipca 1941 roku dieriewnia była okupowana przez hitlerowców. Wyzwolenie nastąpiło w październiku 1943 roku.
Uchwałą z dnia 20 grudnia 2018 roku w skład jednostki administracyjnej Czistikowskoje weszły wszystkie miejscowości (w tym Koncy) osiedla wiejskiego Smoligowskoje.